# P. Sundaram Pillai

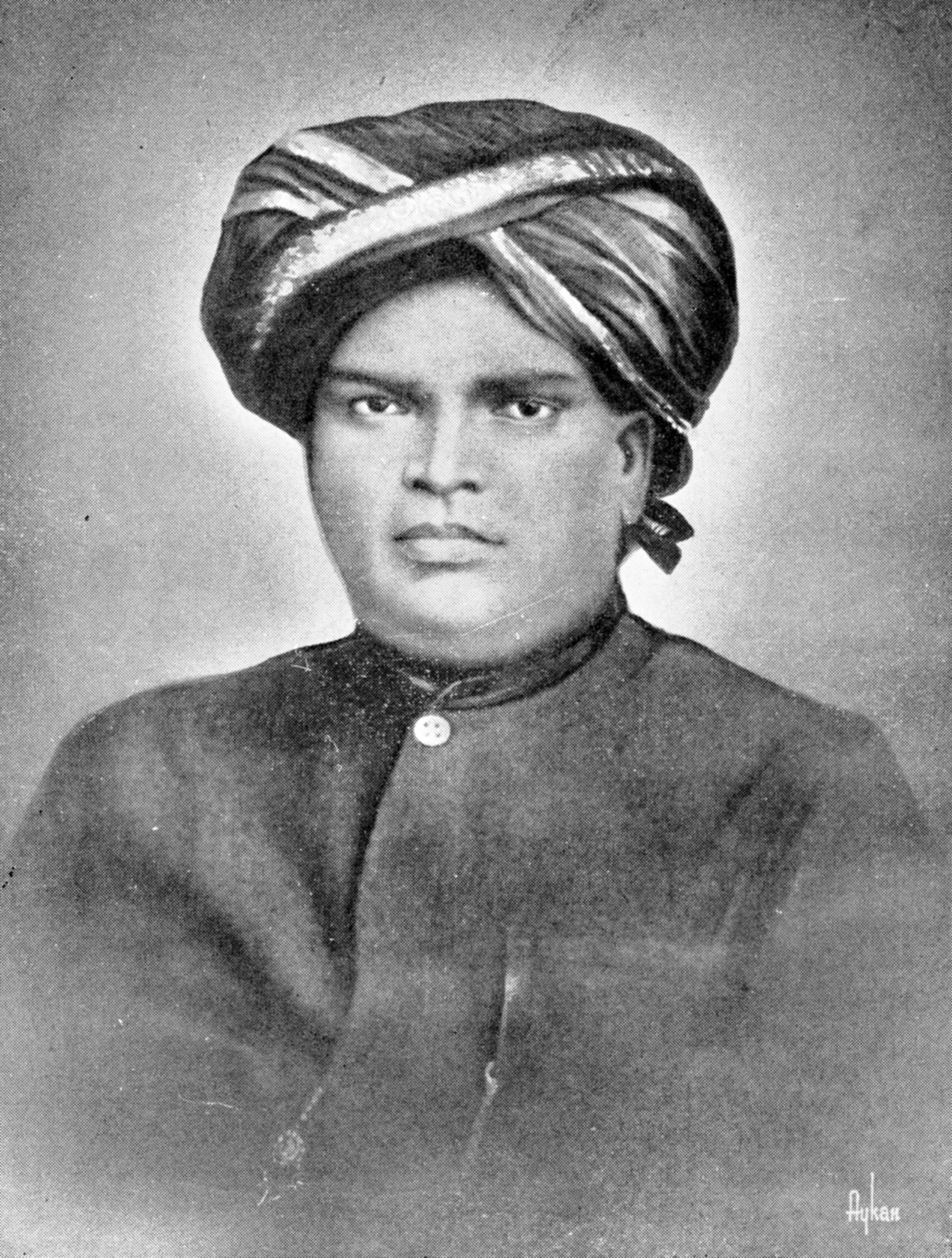
Perumal Sundaram Pillai

P. Sundaram Pillai (Tamil பெ. சுந்தரம் பிள்ளை; * 5. April 1855 in Alleppey, Travancore; † 26. April 1897; auch Manonmaniam Sundaram Pillai oder Manonmaniam Sundaranar) war ein indischer Philosoph, Archäologe und tamilischer Schriftsteller sowie Literaturwissenschaftler. Er lehrte als Professor in Trivandrum und gilt als Begründer der südindischen Geschichtswissenschaft und der tamilischen Literaturwissenschaft. Zudem war er einer der ersten tamilischen Gelehrten, die eine Eigenständigkeit der „Draviden“ Südindiens gegenüber den „Ariern“ Nordindiens postulierten.

## Leben
P. Sundaram Pillai wurde 1855 in Alleppey, der bedeutendsten Hafenstadt des formell unabhängigen, aber praktisch unter britischem Protektorat stehenden Fürstenstaates Travancore (dem heutigen Bundesstaat Kerala), geboren. Er entstammte einer tamilischen Familie aus der Kaste der Vellalar, die durch Raja Kesavadas, einen früheren Diwan von Travancore, aus Tirunelveli nach Alleppey gebracht worden war, um Aufgaben in der Buchhaltung zu übernehmen. Seine Mutter hieß Madathy Ammal, sein Vater Perumal Pillai handelte mit Stückgut. Er vermittelte seinem Sohn eine breite Kenntnis tamilischer Literatur, vor allem der zum Tirumurai gehörenden shivaistischen poetischen Werke des Tevaram und des Tiruvasagam.
Sundaram Pillai studierte Philosophie am Maharaja’s College in der Hauptstadt Trivandrum, wo Bensley Seshayyar, Pillaveettil Mathevan Pillai und Pandithar Swaminataha Pillai seine Lehrer waren. 1876 verließ er die Einrichtung als Jahrgangsbester. Kurz nach Beendigung seines Studiums wurde er dort bereits als Dozent für Philosophie und Geschichte angestellt. Im Jahr darauf wurde er auf Vorschlag des Colonel Mac Donald, dem die Bildungspolitik unterstand, zum Direktor der zweisprachigen (englisch-tamilischen) Schule in Tinnevelly berufen. Diese stieg unter seiner Leitung zum Second Grade College auf und trägt heute den Namen M. D. T. Hindu College. In Tinnevelly beeinflusste ihn der bedeutende Vedanta-Philosoph Sri Sundara Swamigal, bei dem er in die Lehre ging und der sein Verständnis der hinduistischen Philosophie entscheidend vertiefte. Pillai heiratete 1877 Sivakami Ammal. Aus der Ehe ging 1891 ein Sohn, P. S. Nataraja Pillai, hervor. Dieser schlug später eine politische Karriere ein und diente unter anderem als Finanzminister des Bundesstaates Travancore-Cochin sowie als Abgeordneter in der Lok Sabha.
1879 wurde Pillai als Nachfolger seines akademischen Lehrers Robert Harvey, der die Leitung des Maharaja’s College in Trivandrum übernahm, auf den dortigen Lehrstuhl für Philosophie berufen. 1880 erwarb er als erste Person in Travancore den Titel des Masters of Art (M. A.). In den Jahren von 1882 bis 1885 war er als Commissioner of Revenue (Peravagai Sheristadar) für die Verwaltung von Travancore tätig, setzte aber danach seine akademische Tätigkeit an der Universität fort. Er begründete gemeinsam mit Thanu Pillai das epigraphische/archäologische Institut für Travancore und Madras, dem er auch als erster Direktor vorstand. An der University of Madras war er als Prüfer für die Fächer Tamil, Geschichte und Philosophie tätig. Zusammen mit Ayyavu Swamikal begründete er das Saiva Prakasha Sabha in Trivandrum. Während seiner Zeit als Dozent studierte er außerdem noch Jura bei W. E. Ormsby. Seinen Wohnsitz „Harvey Bungalow“ errichtete er in einem 1000 Acre (ungefähr 400 Hektar) großen bergigen Areal, das er aufgekauft und Harveypuram genannt hatte; beide Benennungen sollten seinen Lehrer und Vorgänger Robert Harvey ehren. Zu seinen eigenen Schülern gehörten C. V. Raman Pillai, R. Eswara Pillai, K. P. Sankara Menon sowie Swami Vivekananda, der später zu einem bedeutenden hinduistischen Mönch und Gelehrten wurde und durch Pillai in den Shaiva Siddhanta, eine Spielart des Shivaismus, eingeführt wurde.
Am 26. April 1897 starb P. Sundaram Pillai, der zeit seines Lebens nicht von robuster Gesundheit gewesen war, im Alter von 42 Jahren an einer Eiterbeule, die durch Diabetes mellitus hervorgerufen worden war.

## Schriften
Sein bedeutendstes schriftstellerisches Werk ist das Drama Manonmaniam (மனோன்மணீயம்), das 1891 auf Tamil erschien. Manonmaniam ist ein Lesedrama in Versform. Es handelt von Manonmani, der Tochter des Pandya-Königs Jivakan, und ihrer Liebe zum Chera-König Purodottaman, den sie nach einer Reihe von Irrungen und Wirrungen schließlich heiratet. Manonmaniam beruht auf dem Vorbild William Shakespeares, die Handlung ist an Edward Bulwer-Lyttons The Secret Way: A Lost Tale of Miletus angelehnt. In seinem Drama verarbeitete Sundaram Pillai unter anderem auch den Eindruck, den sein philosophischer Lehrer Sundara Swamigal auf ihn gemacht hatte. Er widmete es seinem Lehrstuhlvorgänger Robert Harvey. Nach dem Titel dieses Stückes wurde der Autor schnell Manonmaniam Sundaram Pillai genannt. Dem Drama vorangestellt ist eine Anrufung der zur Gottheit stilisierten Tamilsprache (Tamil Tay) mit dem Titel Tamil Tay Valttu. Diese wurde 1970 in abgewandelter Form von der DMK-Regierung Tamil Nadus als Hymne des Bundesstaates angenommen. Sundaram Pillais Manonmaniam wurde 1942 vom Regisseur T. R. Sundaram unter dem Titel Manonmani verfilmt.
Unter Sundaram Pillais literaturwissenschaftlichen Schriften ist die bedeutendste Some Mile Stones in the History of Tamil Literature (1895), worin er den Nayanmar Sambandar (für dessen Lebenszeit die Angaben bis dahin zwischen 1200 v. Chr. und 1200 n. Chr. schwankten) aufgrund literaturwissenschaftlicher Überlegungen in das 7. Jahrhundert datieren konnte. Dies wurde später durch Inschriftenfunde bestätigt. Daneben verfasste er zusammen mit Harvey die Schrift Some Early Sovereigns of Travancore („Einige frühe Herrscher von Travancore“, 1894) über die Geschichte des Fürstentums Travancore. Auf Tamil verfasste er das Werk Nutrokai Vilakkam (நூற்றொகை விளக்கம், „Erläuterung der Bibliografie“, 1888), in dem er sich an einer Klassifizierung der Wissenschaftsdisziplinen aus indischer Sichtweise versuchte. Darüber hinaus übersetzte er drei Werke der alttamilischen Sangam-Literatur – Tirumurugatruppadai, Nedunalvadai und Maduraikkanchi – ins Englische.
Als einer der ersten tamilischen Gelehrten beschäftigte sich P. Sundaram Pillai mit den von der westlichen Wissenschaft angestellten Theorien über eine Unterscheidung zwischen den „Ariern“ Nordindiens und den „Draviden“ Südindiens. In einem Essay, der 1897 im Madras Standard erschien, formulierte er die Ansicht, der dravidische Süden sei das „eigentliche Indien“ und kulturell unabhängig vom Sanskrit und der Kultur Nordindiens. Damit legte er den geistigen Grundstein für die Entstehung der Dravidischen Bewegung, die eine eigenständige Identität der Tamilen als „Draviden“ gegenüber den „Ariern“ Nordindiens postulierte und schließlich sogar einen souveränen Dravidenstaat forderte. Ebenfalls als Erster im tamilischen Diskurs formulierte Sundaram Pillai die These, das altindische Epos Ramayana beschreibe einen Kampf zwischen den Ariern, geführt von Rama, und den Draviden, repräsentiert durch die Dämonen unter der Führung von Ravana. Vor diesem Hintergrund versuchte er das Ramayana umzudeuten, indem er Rama unter moralischen Gesichtspunkten kritisierte und Ravanas Handeln rechtfertigte. Diese Deutung des Ramayana wurde später von E. V. Ramasami und anderen Akteuren der Dravidischen Bewegung übernommen.

## Ehrungen
Pillai war ab 1891 Fellow der University of Madras, ab 1897 Mitglied der Royal Asiatic Society of Great Britain and Ireland sowie durch einen Vorschlag von Mountstuart Elphinstone Grant Duff Mitglied der Royal Historical Society. Von einer deutschen Universität soll ihm der Ehrendoktortitel angeboten worden sein, unter der Bedingung, dass er für einen Besuch nach Europa komme. Im Mai 1896 (anderen Angaben zufolge bereits 1894) verlieh ihm die britische Verwaltung den Ehrentitel Rai Bahadur für seine Verdienste um die Erforschung der südindischen Geschichte.
Nach Pillai ist die Manonmaniam Sundaranar University benannt.